# Karl Hecker (Mediziner)
Karl Friedrich Franz Hecker (* 6. November 1812 in Eichtersheim, Kraichgau; † 28. Oktober 1878 in Freiburg im Breisgau) war ein deutscher Chirurg und Hochschullehrer.

## Herkunft
Karl Friedrich Hecker war der Sohn von Josef Hecker, dieser war katholisch und königlich bayerischer Hofrat und Rentamtmann bei den Herren von Venningen. Seine Mutter Wilhelmina geb. von Lueder war evangelisch. Karl wurde ein Jahr nach seinem berühmten Bruder Friedrich Hecker (1811–1881) geboren. Eine Schwester, Henriette Josephine Maria Anna Charlotte wurde am 2. März 1814 als einziges Kind in Heidelberg geboren. Der Bruder Franz Ferdinand Friedrich Karl wurde am 12. August 1816 wieder in Eichtersheim geboren, starb aber bereits am 27. August 1816. Seine zweite Schwester, Charlotte Maria Anna Henriette, kam am 24. Juli 1817 in Eichtersheim zur Welt. Über sie liegen keine weiteren Informationen vor. Karl Friedrich heiratete in Eichtersheim am 12. November 1837 Josepha Amalia Adelheid Pyhrr, Tochter des Josef Pyhrr und der Josepha Bilger.

## Leben
Hecker besuchte das Lyceum in Mannheim bis 1830. Nach der Lycealprüfung in Rastatt immatrikulierte er sich an der Ruprecht-Karls-Universität Heidelberg für Medizin. 1831 wurde er Mitglied des Corps Rhenania III. Er bestand 1835 die Staatsprüfung und wurde im selben Jahr zum Dr. med. promoviert. Danach unternahm er eine Studienreise nach München und Paris. 1836 habilitierte er sich an der Albert-Ludwigs-Universität Freiburg für Chirurgie und Augenheilkunde. Als Privatdozent übernahm er die chirurgischen Vorlesungen des erkrankten und später verstorbenen Karl Joseph Beck. 1839 folgte Heckers Ernennung zum a.o. Professor. 1848 trat Hecker provisorisch die Nachfolge des nach Kiel berufenen Louis Stromeyer als Leiter der Klinik an. Er übernahm 1855 regulär diesen Posten und wurde o. Professor. 1871 ging der unter Asthma bronchiale leidende Hecker auf eigenen Wunsch in Pension. 1878 starb er mit 66 Jahren an akuter Miliartuberkulose.

## Publikationen
- Die Indicationen der Steinzertrümmerungsmethode. Universitäts-Buchdruckerei der Gebrüder Groos, Freiburg 1836.
- Handbuch der Materia chirurgica. Herder, Freiburg 1838.
- Ueber die Bedeutung der chirurgischen Anatomia. Freiburg 1839.
- Nosologisch-therapeutische Untersuchungen über die brandige Zerstörung durch Behinderung der Circulation des Blutes. Balz, Stuttgart 1841 (online).
- Erfahrungen und Abhandlungen im Gebiete der Chirurgie und Augenheilkunde. Enke, Erlangen 1845 (online).
- Die Elephantiasis oder Lepra arabica. M. Schauenburg, Lahr 1858.
- Ueber eingesackte Steine und fremde Körper in der Blase. Prorectorats-Programm. Universitäts-Buchdruckerei von H. M. Poppen & Sohn, Freiburg 1861 (online).